# 王和我
《王和我》（：／），是韓國SBS電視台制作。從2007年8月27日開始，逢星期一、二下午09時55分播映的長篇月火連續劇，全劇63集。劇集描寫了朝鮮王朝第九位國王朝鮮成宗與宦官金處善以及後宮之間的情況。也描寫了廢妃尹氏和太監金處善的經歷和愛情故事。

## 故事情節
朝鮮睿宗年間，少年乽山君與尹昭和於宮外邂逅並相戀，此時千童（金處善）亦戀上昭和。後乽山君繼位成為國王（成宗），入宮前承諾會立昭和為妃。但巫婆算命發現，倘若昭和當上王妃，朝鮮將遇上腥風血雨，於是成宗祖母貞熹王后便決定改立恭惠王后韓氏為妃。
數年後，國王與王妃無子，便選後宮嬪御，昭和入宮成為尹淑儀，並誕下元子。金處善此時亦自宮，成為內侍，入宮守護昭和。後王妃病逝，昭和成為王妃，但卻因妒忌於乙于同與國王私通而被廢。後來更被誣衊陷害王室成員，成宗迫於母親仁粹大妃及朝臣的壓力，只好賜死素花。
成宗二十五年，成宗病逝，昭和之子燕山君即位。燕山君發現母親遭陷害的過去，便展開了一連串復仇計劃……

## 演員陣容

### 主要人物
| 演員                | 角色               | 暱稱／關係 |
| 吳萬石 少年：周敏秀 | 金處善             | 内侍（或稱太監） （實習内侍→内侍→流放→內侍→内侍府首長） 巫婆之養子 吳尚宮之親子 朝鮮成宗之好友 喜歡尹素花                                                 |
| 具惠善 少年：朴寶英 | 废妃尹氏（尹昭和） | 尹淑儀→王妃→廢妃 朝鮮成宗之第一繼妃 貞顯王后之好友 燕山君之母 成宗之初戀情人                                                                              |
| 高周元 少年：俞承豪 | 成宗               | 乽山君→國王 朝鮮王朝第9代國王 朝鮮世祖、貞熹王后之孫 懿敬世子、仁粹大妃之子 睿宗之侄 恭惠王后、廢妃尹氏、貞顯王后之夫 金處善之好友兼情敵 尹素花之初戀情人 |
| 田光烈              | 趙至兼             | 内侍（監察部内侍→内侍府首長→停職→内侍府首長→元老首長） 金子元之好友 曾被龜城君陷害導致離開内侍府                                                          |
| 梁美京              | 貞熹王后           | 王妃→王大妃→大王大妃 朝鮮端宗之嬸嬸 朝鮮世祖之妻 睿宗、世子之母 仁粹大妃之家婆 朝鮮成宗之奶奶                                                             |
| 錢忍和              | 仁粹大妃           | 世子嬪→粹嬪→王大妃→大王大妃 朝鮮世祖、貞熹王后之媳 睿宗之嫂 世子之妻 朝鮮成宗之母                                                                         |

### 朝鮮王室
| 演員                | 角色               | 暱稱／關係                                                                                 |
|                     | 顯德王后           | 朝鮮文宗繼妃 朝鮮端宗之母 第1集出現於仁粹大妃的夢境                                        |
| 李豐運              | 端宗               | 上王（退位國王）→魯山君 朝鮮王朝第6代國王 朝鮮文宗、顯德王后之子 朝鮮世祖之侄 第1集出現    |
| 金秉世              | 世祖               | 朝鮮王朝第7代國王 朝鮮端宗之叔父 貞熹王后之夫 睿宗、世子之父 仁粹大妃之家公 朝鮮成宗之爺爺 |
|                     | 懿敬世子           | 朝鮮世祖、貞熹王后之長子 睿宗之兄 世子妃（仁粹大妃）之夫 成宗之父                          |
| 柳民浩              | 睿宗               | 海陽大君→世子→國王 朝鮮王朝第8代國王 朝鮮世祖、貞熹王后之次子 懿敬世子之弟                 |
|                     | 安順王后           | 朝鮮睿宗之妻 朝鮮世祖、貞熹王后之媳                                                        |
| 韓多敏 少年：金希庭 | 恭惠王后           | 受到雪英詛咒而死朝鮮成宗之正妃                                                             |
| 具惠善              | 废妃尹氏           | 尹淑儀→王妃→廢妃 朝鮮成宗之第一繼妃 貞顯王后之好友 燕山君之母                              |
| 李真                | 尹淑儀（貞顯王后） | 尹淑儀→王妃→王大妃 朝鮮成宗之第二繼妃 廢妃尹氏之好友 中宗之母                              |
| 韓素貞              | 嚴淑儀             | 嚴淑儀→嚴貴人 朝鮮成宗之後宮嬪御與鄭淑容爭權                                               |
| 尹惠京              | 鄭淑容             | 鄭淑容→鄭貴人 朝鮮成宗之後宮嬪御與嚴淑儀爭權                                               |
| 鄭泰宇 幼年：鄭允錫 | 燕山君             | 元子→世子→國王→燕山君 朝鮮王朝第10代國王 朝鮮成宗、廢妃尹氏之子 廢妃慎氏、張綠水之夫       |
| 朴河宣              | 廢妃慎氏           | 世子嬪→王妃→廢妃 朝鮮成宗、廢妃尹氏之媳 張綠水之死敵                                       |
| 吳秀敏              | 張綠水             | 朝鮮成宗、廢妃尹氏之媳 廢妃慎氏之死敵                                                      |
| 盧英學              | 中宗               | 晉城大君→國王 朝鮮王朝第11代國王 朝鮮成宗、貞顯王后之子                                    |

### 内侍府
| 演員                | 角色   | 暱稱／關係 |
| 韓政秀              | 陶金標 | 禁衛內侍 趙至兼的護衛及禁衛隊隊長 |
| 金銘秀              | 楊成允 | 醫藥內侍 趙至兼的好友 趙至兼擔任內侍府首領時成為醫藥部首領                                                                                          |
| 安在模 少年：白承道 | 鄭漢守 | 內侍 （禁衛內侍→監察部首長） 貴族之後，極富野心。 曾經擔任過監察部首領 劇中為主導廢妃陰謀主要人物之一。                                             |
| 徐正浩 少年：崔秀韓 | 金子猿 | 大殿內侍 （大殿內侍→監察部首長→內侍府首長） 劇中為燕山君在元子、世子時期的玩伴。 燕山君即位後以讒言干預國政、挑起燕山君因生母被廢的仇恨，製造動亂。 |
| 金多炫 少年：劉泰雄 | 崔自治 | 內侍 金處善之好友 |
| 姜仁亨 少年：全河恩 | 文素雲 | 內侍 金處善之好友 |
| 金永準 少年：申泰勳 | 洪貴南 | 內侍 金處善之好友 |
| 李建周 少年：孟昌民 | 宋開男 | 內侍 金處善之好友 |
|                     | 李公信 | 禁衛內侍 金處善的護衛及禁衛隊隊長 |

### 女官
| 演員                | 角色   | 暱稱／關係 |
| 梁瀞疋              | 吴尚宫 | 金处善之生母 朝鲜成宗之奶娘 韩尚宫之好友                                                                               |
| 李月瑛              | 韩尚宫 | 仁粹大妃之贴身 吴尚宫之好友                                                                                            |
| 全慧彬              | 雪英   | 盧尚膳之養女 暗中詛咒王妃，父母被盧尚膳殺死，後來並毒死盧尚膳。 極富野心，劇中與鄭漢守聯手為主導廢妃陰謀主要人物之一。 |
| 朴真                | 李尚宫 | 仁粹大妃之贴身 |
| 金靜敏 幼年：趙廷恩 | 小柳兒 | |

### 其他
| 演員   | 角色   | 暱稱／關係                             |
| 金思朗 |        | 宗亲之妻，在劇中與成宗發生關係，後相戀 |
| 尹宥善 | 月花   | 金处善之养母 巫女                      |
| 安吉強 | 刀齒   | 刀子匠（淨身手）                       |
| 金鍾潔 | 韓明澮 | 眾官之首                               |

## 外部連結
- 韓國SBS官方網站 （页面存档备份，存于）
- 緯來戲劇台官方網站 （页面存档备份，存于）（繁體中文）
- 亞洲電視（中文）

| SBS 月火劇                                   | SBS 月火劇                            | SBS 月火劇 |
| -------------------------------------------- | ------------------------------------- | ---------- |
|                                              | 王與我 （2007年8月27日-2008年4月1日） |            |
| 追趕江南媽媽 （2007年6月25日-2007年8月21日） | 我愛你 （2008年4月7日-2008年5月27日） |            |

| 中華民國（臺灣） 緯來戲劇台 週一至五 22:00 - 23:00 | 中華民國（臺灣） 緯來戲劇台 週一至五 22:00 - 23:00 | 中華民國（臺灣） 緯來戲劇台 週一至五 22:00 - 23:00 |
| -------------------------------------------------- | -------------------------------------------------- | -------------------------------------------------- |
|                                                    | 王與我 （2008.4.9 - 2008.9.9）                     |                                                    |
| 我男人的女人 （2008.2.14 - 2008.4.8）              | 愛也好恨也好 （2008.8.26 - 2008.12.12）            |                                                    |

| 香港 亞洲電視本港台 Drama90 系列劇集 週一至五 21:00 - 22:00 | 香港 亞洲電視本港台 Drama90 系列劇集 週一至五 21:00 - 22:00 | 香港 亞洲電視本港台 Drama90 系列劇集 週一至五 21:00 - 22:00 |
| ----------------------------------------------------------- | ----------------------------------------------------------- | ----------------------------------------------------------- |
|                                                             | 王與我 （2008年9月29日 - 2009年1月23日）                    |                                                             |
| —                                                           | —                                                           |                                                             |